# Jimador

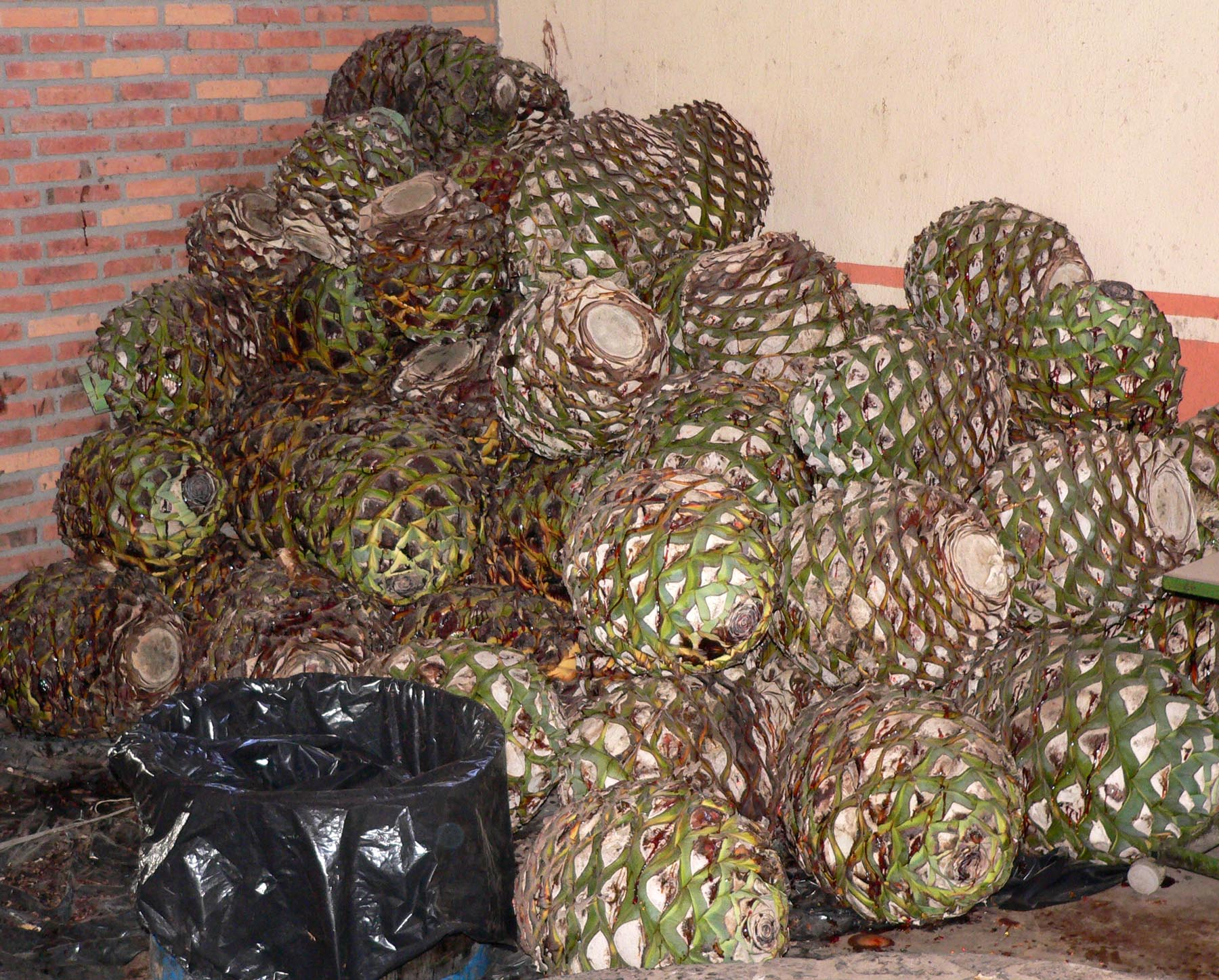
Agave tequilana cosechado

El jimador es un tipo de agricultor originario de México que se dedica a cosechar plantas de agave, principalmente para la elaboración de tequila, sotol y mezcal. Esta tarea requiere la habilidad de identificar el agave maduro (entre 8 y 12 años). El agave inmaduro puede tener un sabor amargo o demasiado dulce, arruinando los aguardientes elaborados a partir de él. La herramienta principal de un jimador es la coa de jima o diversos tipos de hoz. La coa para jimar es un cuchillo de hoja plana en el extremo de un poste largo que se asemeja a una azada. La coa se utiliza para eliminar primero la flor del agave, que hace que la piña central se hinche. Más tarde, la piña se cosecha, utilizando la misma herramienta para cortar todas las hojas exteriores de la planta, dejando sólo el centro pulposo que luego se corta y se cuece en la preparación para la producción de mezcal o tequila.